# Pterotaea nota
Pterotaea nota är en fjärilsart som beskrevs av Frederick H. Rindge 1959. Pterotaea nota ingår i släktet Pterotaea och familjen mätare. Inga underarter finns listade.